# Vepris fanshawei
Vepris fanshawei är en vinruteväxtart som beskrevs av Francisco de Ascencão Mendonça. Vepris fanshawei ingår i släktet Vepris och familjen vinruteväxter. Inga underarter finns listade i Catalogue of Life.